# Muzo (Kolumbien)
Muzo ist eine Gemeinde (municipio) im Departamento Boyacá in Kolumbien.
Muzo ist für seine Smaragdmine bekannt, die zu den weltweit produktivsten gehörte und qualitativ beste Smaragde fördert. Der Devonshire-Smaragd mit 1383,95 Karat entstammt der Muzo-Mine. 1916 führte das US-Nationalmuseum eine mineralogische und petrologische Studie über die Muzo-Minen durch.

## Geographie
Das Municipio Muzo gehört verwaltungstechnisch zum Departamento de Boyacá und liegt an den Ausläufern der östlichen Kordilleren. Die Jahres-Durchschnittstemperatur in Muzo beträgt 26 °C und der mittlere Jahresniederschlag liegt bei 3.152 mm. Im Norden grenzt Muzo an die Municipios von Otanche und San Pablo de Borbur, im Osten an Maripí und Coper, im Westen an Quípama und im Süden an Paime im Departamento Cundinamarca.

## Bevölkerung
Die Gemeinde Muzo hat 8548 Einwohner, von denen 5292 im städtischen Teil (cabecera municipal) der Gemeinde leben (Stand 2019).

## Wirtschaft
Der Schwerpunkt der Wirtschaft in Muzo liegt im Smaragdabbau und -handel. 75 % der Bevölkerung sind direkt oder indirekt im Smaragdgeschäft tätig.
Weitere 25 % arbeiten in Landwirtschaft und Viehzucht. Die Hauptkulturen sind Zuckerrohr, Kakao, Maniok, Avocado und Zitrusfrüchte. Außerdem Holzwirtschaft und Rindfleischproduktion.
53 % der Erlöse werden durch den Smaragdhandel erwirtschaftet, außerdem ist das Kunsthandwerk bedeutsam. Nur 15 % fällt den landwirtschaftlichen Erträgen zu.

## Geschichte
Vor der Eroberung durch die spanischen Konquistadoren lebte dort die Volksgruppe der Muzo-Indianer. Die kriegerischen Muzo, die sich auf dem Gebiet der Muisca-Indianer dauerhaft niederließen, werden der Ethnie der Kariben zugeordnet. Die Muzo bewirtschafteten die sehr fruchtbaren und nährstoffreichen Berge im Brandrodungsbau und begannen schon früh mit dem oberflächlichen Abbau von Smaragden, welche als Schmuck oder dem Tauschhandel zwischen den einzelnen Familienclans dienten. Mit den benachbarten Muiscas lebten sie in fortwährenden Kriegen, die hauptsächlich wegen Kriegsbeute geführt wurden.
Den Spaniern lieferten sie 20 Jahre Krieg, welcher mit wechselseitigem Erfolg geführt wurde. 1539 drang Luis Lancheros erstmals in das Territorium der Muzo ein, 1544 Melchor de Valdéz, welcher sie schließlich im Jahr 1550 vorläufig besiegen konnte. Dennoch blieb das Gebiet weiterhin unruhig.
Eine 1555 von Pedro de Ursúa gegründete Siedlung wurde von den Muzo zerstört und niedergebrannt. Luis Lancheros gründet am 20. Februar 1559 Muzo, welche damals noch "Villa de la Santísima Trinidad de los Muzos" hieß. Die Smaragde wurden in der Muzo-Sprache als „Tränen der Götter“ bezeichnet.
Die unterworfenen Indianer mussten für die Spanier in Sklavenarbeit im Tagebau Smaragde schürfen, dabei starben viele an Anstrengung und Krankheiten. Während dieser Zeit wurden die Muzo nahezu ausgerottet. Um 1640 waren die Minen durch falsche Bewirtschaftung bereits erschöpft und von der Regenwaldvegetation teilweise wieder überwuchert, erst später wurde der Smaragdabbau in großem Stil wieder aufgenommen.
Heute ist Muzo ein weltweit bedeutender Umschlagsplatz für Rohsmaragde.

## Mine von Muzo
Die Muzo-Minen liegen entlang der Schluchten um den Río Minero. Die Nachfahren der Muzo stellen heute den Großteil der Guaqueros, die in großen illegalen Zeltsiedlungen um die Minen wohnen und die Schürfrechte in Peñas Blancas, "La Culebra" und der Quebrada del Desaguadero für sich beanspruchen.
Ziel der meisten besitzlosen Smaragdsucher ist der schnelle Fund von Smaragden und die Rückkehr in die Heimatorte. Das Lebensmotto lautet: "Me enguaco y me voy.", deswegen werden zumeist auch nur provisorische Biwaksiedlungen angelegt. Das Leben der Guaqueros ist geprägt von Gewalt, Armut, Prostitution, Glücksspiel und Alkoholismus.
Das ca. 200 ha große Minengelände war über Jahrzehnte Schauplatz mehrerer bewaffneter Konflikte zwischen Bandoleros, paramilitärischer Gruppierungen, linksorientierter Guerrillas, Drogenhändlern und Privatarmeen der Minenbesitzer, was ein bis heute andauerndes Gewaltpotential birgt. Die Eigentumsrechte der Mine wechselten im Laufe der Jahre von Privateigentum, Regierungsbesitz bis über eine vorübergehende britische Verwaltung (britisch-südafrikanische Colombian Esmerald Mining Co., Ltd.). Heute wird Muzo von der Bergwerksgesellschaft Tecminas bewirtschaftet. Berühmte Smaragde wie z. B. der Mackay-Smaragd entstammten der Muzo-Mine. Am 29. Februar 2012 wurde aus der Mine ein Rohsmaragd von 51,95 ct geborgen, der anschließend in den Werkstätten von Muzo International, einem Unternehmen der Texma Group, in Bogotà bearbeitet wurde. Das Ergebnis war ein Smaragd von 13,98 ct.
Zehn Kilometer von der Muzo-Mine entfernt befindet sich die Coscuez-Mine, welche bis heute noch sehr ergiebig ist.
"Si iba a Muzo tenía que decir que era conservador, si usted decía liberal no podía pasar. – Muzo gehört zu den Hochburgen der Konservativen in Kolumbiens, zu denen die Kaziken und Patrones gehören. An dem Ortseingang stand ein Schild: "Bienvenidos. Éste es un territorio antiguerrillero", um linksgerichtete Guerrillas abzuschrecken, da Muzo von den Paramilitares beherrscht wird. Nach jahrelanger Abgeschottetheit durch die Privatarmeen der Minenbesitzer, wird die Gegend seit einiger Zeit für den Rucksacktourismus entdeckt.